# Маргарита де Бурбон-Вандом
Маргарита де Бурбон (фр. Marguerite de Bourbon-Vendôme; 26 октября 1516, Ла-Фер — 20 октября 1589, Ла-Шапель-д’Анжийон) — французская принцесса из рода Бурбонов, дочь Карла де Бурбон-Вандом и Франсуазы Алансонской. Жена Франсуа Клевского, герцога Неверского.

## Биография
Маргарита родилась в 1516 году в семье Карла де Бурбона, герцога Вандомского, и его жены Франсуазы Алансонской, став их третьим ребёнком и второй дочерью. Среди её многочисленных братьев и сестёр были Антуан де Бурбон, отец будущего короля Франции Генриха IV, и Людовик Конде, известный участник Религиозных войн.
В возрасте двадцати одного года Маргарита вышла замуж за своего ровесника Франсуа Клевского, графа Неверского. В 1539 году графство Невер было преобразовано в герцогство, и Франсуа и Маргарита стали герцогом и герцогиней Неверскими.
В браке Маргарита родила шестерых детей. Поскольку все её сыновья умерли в молодом возрасте, не оставив потомков, владения Франсуа Неверского унаследовали дочери.
Точный год смерти Маргариты де Бурбон неизвестен. Она умерла в Ла-Шапель-д’Анжийон 20 октября 1589 или 1559 года.

## Семья

### Брак и дети
Муж: (с 19 января 1538, Лувр) Франсуа Клевский, герцог Неверский, сын Карла Клевского и Марии д’Альбре. Имели 6 детей:
- Франсуа II Клевский (1540—1562), герцог Неверский; жена (с 1561) Анна де Бурбон-Монпансье, дочь Луи де Бурбон-Монпансье.
- Генриетта Клевская (1542—1601), герцогиня Неверская после смерти братьев; муж (с 1565) Лудовико Гонзага (1539—1595).
- Жак Клевский (1544—1564), герцог Неверский; жена (с 1558) Диана де Ламарк, дочь Роберта де Ламарка.
- Екатерина Клевская (1548—1633), графиня д’Э и де Бофор; первый муж (с 1560) Антуан II де Крой, второй муж (с 1570) Генрих I де Гиз.
- Мария Клевская (1553—1574); муж (с 1572) Генрих I Конде.
- Генрих, умер в детстве.

- Генриетта
- Екатерина
- Мария